# Cristóbal Hernández de Quintana

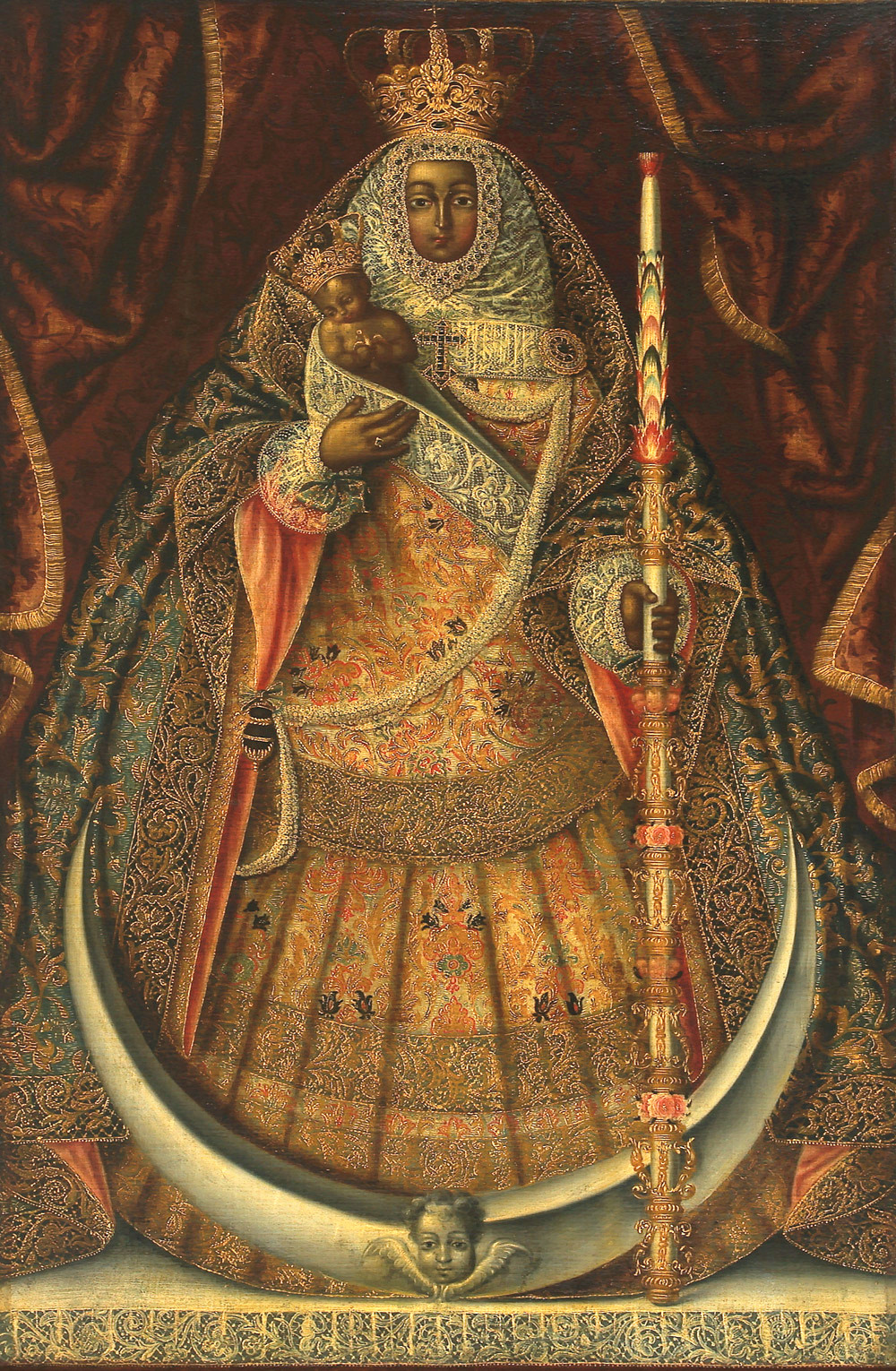
Virgen de la Candelaria, óleo sobre lienzo, 168,2 x 109,8 cm, Puerto Rico, Museo de Arte de Ponce.

Cristóbal Hernández de Quintana (La Orotava, Tenerife, 1651-1725) fue un pintor barroco español, el más destacado representante de la pintura barroca en las Islas Canarias.

## Biografía
Nacido en La Orotava, hijo ilegítimo, fue acogido y criado por la mulata Catalina Cabrera. Su madre Catalina Hernández de Quintana, residente en Los Realejos donde trabajaba como criada de una familia acomodada, debió de desplazarse a La Orotava para evitar las murmuraciones. En fecha desconocida se trasladó a Las Palmas de Gran Canaria donde el 15 de junio de 1671 contrajo matrimonio con María Pérez de Vera y solo un año después, con poco más de veinte años, recibió ya a un aprendiz en su taller. 
A la muerte de su madre en 1679 regresó a Tenerife para pleitear por la herencia con los hijos de María de Castro, a la que su madre había servido como criada. No es seguro que viajase con él su mujer, que para entonces quizá hubiese muerto. Este primer matrimonio, sin hijos, parece haber sido desdichado. Según un relato algo posterior y quizá legendario, tras sorprender a su mujer con otro hombre le hizo un entierro y celebró sus funerales, dándola por muerta, para luego encerrarse en su casa y cuando la mujer se acercaba a él, la recibía como a una mendiga y le daba limosna como a una desconocida. En cualquier caso y tras su regreso a Tenerife fijó su residencia en La Laguna donde en 1686 contrajo segundas nupcias con María Perdomo de la Concepción. De este segundo matrimonio nacieron al menos seis hijos de los que el mayor de los varones, Domingo, continuó el oficio paterno que también siguieron un hijastro y un cuñado. El cambio de residencia supuso también cierta mejoría en la situación económica del pintor, aunque nunca dejase de aceptar labores menores como el dorado del retablo y cubierta de la capilla mayor de la Basílica de Nuestra Señora de la Candelaria, del que se ocupó en 1688, o la restauración en 1724 de un cuadro de Juan de Roelas propiedad de la Catedral de Canarias.

## Obra
Toda su obra conocida es de carácter religioso dada la composición de su clientela, pero posiblemente también por las propias convicciones del pintor, hombre devoto a juzgar por la capilla de la Cruz que mantuvo junto a su casa y para la que pintó con setenta y cinco años una de sus más afortunadas obras: San Pío V rezando por el triunfo de Lepanto, actualmente en la iglesia de Santo Domingo de Guzmán de La Laguna. La representación de la batalla en la lejanía aparece resuelta con una pincelada vibrante pocas veces vista en su obra, caracterizada, al contrario, por la atención al dibujo, responsable de la apariencia arcaica de su pintura. Pero esa misma insistencia en el dibujo, incluso con incorrecciones, y la austeridad de sus composiciones, que siguen siempre esquemas simples con tendencia a la simetría y a disponer las figuras en primer plano, serán los responsables del rápido descrédito en que cayó su pintura. Así, un San Sebastián que desde Las Palmas de Gran Canaria le encargó en 1724 el canónigo Domingo Pantaleón Álvarez de Abreu para la catedral de Santa Ana, calificado al llegar a su destino de «estimable pintura», fue retirado pocos años después junto con una Inmaculada también pintada por él y sustituido por un cuadro de Juan de Miranda por «su ningún gusto y notorios defectos en el arte de la pintura».